# Carola Zirzow
Carola Zirzow (Prenzlau, RDA, 15 de septiembre de 1954) es una deportista de la RDA que compitió en piragüismo en la modalidad de aguas tranquilas.
Participó en los Juegos Olímpicos de Montreal 1976, obteniendo una medalla de oro en la prueba de K1 500 m y una de bronce en la prueba de K2 500 m. Ganó tres medallas de oro en el Campeonato Mundial de Piragüismo en los años 1974 y 1975.

## Palmarés internacional
| Juegos Olímpicos   | Juegos Olímpicos          | Juegos Olímpicos  | Juegos Olímpicos |
| Año                | Lugar                     | Medalla           | Evento           |
| ------------------ | ------------------------- | ----------------- | ---------------- |
| 1976               | Montreal (Canadá)         | Medalla de oro    | K1 500 m         |
| 1976               | Montreal (Canadá)         | Medalla de bronce | K2 500 m         |
| Campeonato Mundial |                           |                   |                  |
| Año                | Lugar                     | Medalla           | Evento           |
| 1974               | Ciudad de México (México) | Medalla de oro    | K4 500 m         |
| 1975               | Belgrado (Yugoslavia)     | Medalla de oro    | K2 500 m         |
| 1975               | Belgrado (Yugoslavia)     | Medalla de oro    | K4 500 m         |